# بوهارون
بوهارون (به عربی: بوهارون) یک شهرداری در الجزایر است که در استان تیپازه واقع شده‌است.